# Psí víno (časopis)
Psí víno je digitální kurátorská platforma pro současnou poezii. Od roku 2018 vychází pouze online. Současnými šéfredaktory jsou básník a nakladatel Luboš Svoboda a básnířka a výtvarnice Elena Pecenová. Platforma se věnuje původní české a slovenské poezii, překladům současných i zavedených (Kenneth Goldsmith) autorů se zřetelem k tradici konceptuálního psaní. Podstatnou složkou je ale také publikace podcastů (například seriál Urtutáč dramatika S.d.Ch.) a videoart. Mezi kurátor(k)y Psího vína v současnosti patří bohemistka Zofia Bałdyga, překladatelka Terézia Klasová, překladatelka Olga Pek, spisovatel Alexej Sevruk, divadelní režisér Ondřej Škrabal, umělkyně Sláva Sobotovičová, spisovatelka Alžběta Stančáková, básnířka Eva Tomkuliaková či překladatel David Vichnar.
Jako literární časopis vycházelo Psí víno od roku 1997 nejprve ve Zlíně, posléze v Praze. Od svého založení se zabývá současnou poezií. Kromě původní české a slovenské poezie se na jeho stránkách objevovaly také překlady, eseje, rozhovory a kritiky. Ilustrace do každého čísla zajišťoval jiný současný grafik či grafička. Od 39. do 57. čísla byly součástí časopisu přílohové básnické sbírky. 
Zakladatelem Psího vína je básník a výtvarný umělec Jaroslav Kovanda. Po něm převzal roli šéfredaktora Petr Štengl, od 58. čísla jej vedl Ondřej Buddeus, od 69. čísla Ondřej Hanus, od čísla 73 do čísla 81 Olga Pek. Čísla jsou ke stažení ve formátu .pdf v archivu časopisu.